# Ty Burrell
Tyler Gerald "Ty" Burrell (født 22. august,1967) er en amerikansk skuespiller og komiker. Han er bedst kendt for sin rolle som Phil Dunphy i ABC's sitcom Modern Family, for hvilken rolle han vandt en Emmy i 2011 og 2014 i kategorien "Outstanding Supporting Actor in a Comedy Series" (ud af otte på hinanden følgende nomineringer) samt fem Screen Actors Guild Awards: en i kategorien Outstanding Performance by a Male Actor in a Comedy Series i 2013 og fire Outstanding Performance by an Ensemble in a Comedy Series-priser i træk fra 2011 til 2014, som blev delt med castet.
Burrell har haft flere roller i forestillinger på Broadway, såsom Macbeth og i off-Broadway-forestillinger som Burn This. Han har også haft roller i tv-serier som Out of Practice og Back to You. Han har haft optrædener i film, bl.a. Evolution, Black Hawk Down, Dawn of the Dead, Muppets Most Wanted og som Doc Samson i The Incredible Hulk. Han har lagt stemme til de engelsksprogede udgaver af de animerede tegnefilm Mr. Peabody & Sherman, Finding Dory og Storks.

## Opvækst
Tyler Gerald Burrell blev født 22. august, 1967 i Grants Pass, Oregon, som søn af læreren Sheri Rose (født Hauck) og familieterapeuten Gary Gerald Burrell (1940–1989). Han har en bror, Duncan Burrell. Han er hovedsagelig af britisk og tysk afstamning, hvilket han fandt ud af gennem Finding Your Roots, han fandt også ud af at han er af afrikansk afstamning gennem hans tipoldemor, som var en slave fra Tennessee, inden hun fik sit eget hus i Oregon. Burrell voksede op i Applegate, Oregon, tæt op ad den californiske grænse. Han gik på Hidden Valley High School i Grants Pass, hvor han spillede amerikansk football og var lineman på Hidden Valley Mustangs. Efter sin dimission kom han på Southern Oregon University i Ashland og afsluttede college med en bachelorgrad i teater i 1993; han var skolens ærestaler ved dimissionen i 2008.
Mens han gik på college, arbejdede han som bartender ved Oregon Shakespeare Festival. Samtidig gik han på University of Oregon og blev medlem af Sigma Chi-broderskabet. Han fortsatte sin uddannelse på Penn State University, hvor han færdiggjorde en mastergrad og blev af del organisationen "Theatre 100 Company" sammen med Keegan-Michael Key. I 1999 arbejde Burrell som skuespiller ved Utah Shakespeare Festival. Om denne tid af hans liv, har han udtalt, at han boede i sin bil for at spare penge op.

## Karriere
Burrells første krediterede filmroller var i Evolution og Black Hawk Down i 2001. Han optrådte efterfølgende i genindspilningen fra 2004 af Dawn of the Dead, samt i flere sceneproduktioner (såsom 2000's Broadway produktion af Macbeth, og i off-Broadway-forestillingerne Corners, The Blue Demon, Burn This og Show People).
Han var medforfatter og skuespiller i den originale produktion i offbeat-komedien The Red Herring O' Happiness instrueret af Russell Dyball. Burrells arbejde i teaterverdenen inkluderer også forfatterskab og arbejde på off-Broadway-forestillingen Babble med hans bror Duncan. Han havde også en optræden som New Jersey-anklager i Law & Order: Special Victims Unit.
Efter dette blev Burrell castet som Oliver Barnes, en overfladisk men godhjertet plastikkirurg i CBS' sitcom Out of Practice (2005–06), skabt af Christopher Lloyd. Serien blev aflyst i maj 2006, med otte usendte afsnit i USA. Efter seriens aflysning gik han videre til at portrættere Allan Arbus i filmen Fur: An Imaginary Portrait of Diane Arbus.
I 2007 havde han en mindre rolle i filmen National Treasure: Book of Secrets som kurator i Det Hvide Hus, efterfulgt af en rolle i Back to You på Fox senere samme år. I serien skabt af Steven Levitan og Christopher Lloyd spillede Burrell en sportskommentator (ved sammen af Kelsey Grammer og Patricia Heaton). Serien blev afsluttet i 2008.
I Marvels filmudgave af tegneserien The Incredible Hulk fra 2008, spillede Burrell Leonard Samson (uden superkræfter), som havde et kortvarigt forhold til Betty Ross.
I 2009 fik han den faste rolle som ejendomsmægleren Phil Dunphy i den anmelderroste ABC-komedie Modern Family, som også er skabt af Christopher Lloyd og Steve Levitan. For denne rolle modtog han otte på hinanden følgende Primetime Emmy Award-nomineringer i kategorien "Outstanding Supporting Actor in a Comedy Series" (2010–2017), hvoraf han vandt prisen to gange i hhv. 2011 og 2014.
Han modtog også nomineringer ved Screen Actors Guild Award for Outstanding Performance by a Male Actor in a Comedy Series for rollen, og delte prisen Screen Actors Guild Award for Outstanding Performance by an Ensemble in a Comedy Series med sine kolleger. Han vandt også den individuelle SAG award i 2014, og slog dermed Alec Baldwin af pinden, som ellers havde vundet prisen syv år i træk. Burrell optræder som Phil i reklamer for National Association of Realtors.
I november 2014 indgik Burrell en overordnet aftale med 20th Century Fox Television om at udvikle hans egne comedy-projekter. I juli 2020 blev aftalen udvidet med grundlæggelsen af hans eget produktionsfirma, Desert Whale Productions.
Hans webserie Boondoggle, som er baseret løst på Burrells eget liv, havde premiere på ABC.com og ABCd i juni 2016. Han blev for denne serie nomineret til en Emmy i kategorien Outstanding Actor in a Short Form Comedy or Drama Series i juli 2017.

## Andre foretagender
Burrell ejer The Eating Establishment, en restaurant i Park City, Utah, samt to barer i Salt Lake City, kaldt Bar X og Beer Bar, som ligger ved siden af hinanden med forbindende døre. Han ejer barerne i Salt Lake City med sin bror, Duncan.
Da COVID-19-pandemien lukkede Salt Lake Citys barer og restauranter i marts 2020, brugte Burrell og hans kone $100,000 af egen lomme på at lave Tip Your Server, en online-fond skabt til at hjælpe arbejdsløse tjenere i Utah, hvor parret tidligere har boet.

## Privatliv
Burrell giftede sig med sin kæreste, kokken Holly, d. 18. august, 2000. Parret havde mødt hinanden på Shakespeare Theater i Washington D.C. og flyttede sammen i New York City, før de flyttede til Salt Lake City i 2008. De har stadig en større bylejlighed i New Yorks Astoria-kvarter, som de lejer ud. De har på et tidspunkt boet i det sydlige Californien for at være tæt på Burrells arbejde på Modern Family. I marts 2010 annoncerede Burrell, at parret havde adopteret en lille pige, Frances Burrell. To år senere adopterede de endnu en lille pige, Gretchen Burrell.
Burrell er ifølge sig selv en livslang fan af Oregon Ducks, Portland Trail Blazers, New York Mets og St. Louis Rams (nu kendt som Los Angeles Rams efter deres overflyttelse til Californien).

## Filmografi

### Film
| År   | Titel                                | Rolle                | Noter  |
| ---- | ------------------------------------ | -------------------- | ------ |
| 2001 | Evolution                            | Colonel Flemming     |        |
| 2001 | Black Hawk Down                      | Timothy A. Wilkinson |        |
| 2004 | Dawn of the Dead                     | Steve Marcus         |        |
| 2004 | In Good Company                      | Enrique Colon        |        |
| 2005 | Down in the Valley                   | Sheriff / Cowboy     |        |
| 2006 | Friends with Money                   | Other Aaron          |        |
| 2006 | The Darwin Awards                    | Emile                |        |
| 2006 | Fur                                  | Allan Arbus          |        |
| 2007 | National Treasure 2: Book of Secrets | Connor               |        |
| 2008 | The Incredible Hulk                  | Dr. Leonard Samson   |        |
| 2009 | Leaves of Grass                      | Professor Sorenson   |        |
| 2010 | Fair Game                            | Fred                 |        |
| 2010 | Morning Glory                        | Paul McVee           |        |
| 2011 | Butter                               | Bob Pickler          |        |
| 2012 | Goats                                | Frank Whitman        |        |
| 2014 | The Skeleton Twins                   | Rich Levitt          |        |
| 2014 | Mr. Peabody & Sherman                | Mr. Hector Peabody   | Stemme |
| 2014 | Muppets Most Wanted                  | Jean Pierre Napoleon |        |
| 2016 | Finding Dory                         | Bailey               | Stemme |
| 2016 | Storks                               | Mr. Henry Gardner    | Stemme |
| 2017 | Rough Night                          | Pietro               |        |

### Tv
| År           | Titel                             | Rolle                   | Noter                                                               |
| ------------ | --------------------------------- | ----------------------- | ------------------------------------------------------------------- |
| 2000         | Law & Order                       | Paul Donatelli          | Afsnit: "Turnstile Justice"                                         |
| 2001         | The West Wing                     | Tom Starks              | Afsnit: "The Women of Qumar"                                        |
| 2002         | Law & Order: Special Victims Unit | Alan Messinger          | Afsnit: "Execution"                                                 |
| 2003         | Nip/Tuck                          | "Big Mike" (Cadaver)    | Afsnit: Joel Gideon (S2E5)                                          |
| 2003         | Law & Order                       | Herman Capshaw          | Afsnit: "Sheltered"                                                 |
| 2005–2006    | Out of Practice                   | Dr. Oliver Barnes       | 21 afsnit                                                           |
| 2007         | Lipshitz Saves the World          | Man in Red              | Pilot                                                               |
| 2007–08      | Back to You                       | Gary Crezyzewski        | 17 afsnit                                                           |
| 1982         | Knight Power                      | Krampus (voice)         | Episode: "Christmas With The Universe"                              |
| 2008         | Fourplay                          | Christopher             | Pilot                                                               |
| 2009         | Damages                           | Douglas Schiff          | Afsnit: "I Agree, It Wasn't Funny"                                  |
| 2009–2020    | Modern Family                     | Phil Dunphy             | Fast rolle                                                          |
| 2010–2011    | The Super Hero Squad Show         | Captain Marvel (stemme) | 3 afsnit                                                            |
| 2010–2011    | Glenn Martin, DDS                 | Mart-E (stemme)         | 2 afsnit                                                            |
| 2011         | Doc McStuffins                    | Big Jack (stemme)       | Afsnit: "Out of the Box/Run Down Race Car"                          |
| 2012–2014    | Key & Peele                       | Colonel Hans Müller     | 2 afsnit                                                            |
| 2015         | Comedy Bang! Bang!                | Sig selv                | Afsnit: "Ty Burrell Wears a Chambray Shirt and Clear Frame Glasses" |
| 2015         | The Penguins of Madagascar        | Parker (stemme)         | Afsnit: "The Penguin Who Loved Me"                                  |
| 2016         | Boondoggle                        | Ty                      | 6 afsnit                                                            |
| 2017         | Family Guy                        | Sig selv                | Afsnit: "Emmy-Winning Episode"                                      |
| 2020–present | Duncanville                       | Jack Harris             | Fast rolle                                                          |

## Priser og nomineringer
| År   | Pris                                       | Kategori | Arbejde       | Resultat  |
| ---- | ------------------------------------------ | --- | ------------- | --------- |
| 2010 | Primetime Emmy Award                       | Outstanding Supporting Actor in a Comedy Series | Modern Family | Nomineret |
| 2010 | IGN Summer Movie Award                     | Best TV Actor | Modern Family | Nomineret |
| 2010 | Online Film & Television Association Award | Best Supporting Actor in a Comedy Series | Modern Family | Vundet    |
| 2010 | Satellite Award                            | Best Actor in a Supporting Role in a Series, Mini-Series, or Motion Picture Made for Television | Modern Family | Nomineret |
| 2010 | Screen Actors Guild Award                  | Outstanding Performance by an Ensemble in a Comedy Series (delt med Ed O'Neill, Sofía Vergara, Julie Bowen, Jesse Tyler Ferguson, Eric Stonestreet, Sarah Hyland, Rico Rodriguez, Ariel Winter og Nolan Gould)                           | Modern Family | Nomineret |
| 2010 | Television Critics Association Award       | Individual Achievement in Comedy | Modern Family | Nomineret |
| 2011 | Television Critics Association Award       | Individual Achievement in Comedy | Modern Family | Vundet    |
| 2011 | Teen Choice Award                          | Choice TV Actor: Comedy | Modern Family | Nomineret |
| 2011 | Screen Actors Guild Award                  | Outstanding Performance by an Ensemble in a Comedy Series (delt med Ed O'Neill, Sofía Vergara, Julie Bowen, Jesse Tyler Ferguson, Eric Stonestreet, Sarah Hyland, Rico Rodriguez, Ariel Winter og Nolan Gould)                           | Modern Family | Vundet    |
| 2011 | Screen Actors Guild Award                  | Outstanding Performance by a Male Actor in a Comedy Series | Modern Family | Nomineret |
| 2011 | Satellite Award                            | Best Actor in a Supporting Role in a Series, Mini-Series, or Motion Picture Made for Television | Modern Family | Nomineret |
| 2011 | Online Film & Television Association Award | Best Supporting Actor in a Comedy Series | Modern Family | Vundet    |
| 2011 | Golden Nymph Award                         | Outstanding Actor – Comedy Series | Modern Family | Nomineret |
| 2011 | Critics' Choice Television Award           | Best Supporting Actor in a Comedy Series | Modern Family | Nomineret |
| 2011 | Primetime Emmy Award                       | Outstanding Supporting Actor in a Comedy Series | Modern Family | Vundet    |
| 2012 | Primetime Emmy Award                       | Outstanding Supporting Actor in a Comedy Series | Modern Family | Nomineret |
| 2012 | Blimp Award                                | Favorite TV Actor | Modern Family | Nomineret |
| 2012 | Online Film and Television Award           | Best Supporting Actor in a Comedy Series | Modern Family | Nomineret |
| 2012 | Golden Nymph Award                         | Outstanding Actor – Comedy Series | Modern Family | Nomineret |
| 2012 | Critics' Choice Television Award           | Best Supporting Actor in a Comedy Series | Modern Family | Vundet    |
| 2012 | Screen Actors Guild Award                  | Outstanding Performance by an Ensemble in a Comedy Series (delt med Ed O'Neill, Sofía Vergara, Julie Bowen, Jesse Tyler Ferguson, Eric Stonestreet, Sarah Hyland, Rico Rodriguez, Ariel Winter, Aubrey Anderson-Emmons, and Nolan Gould) | Modern Family | Vundet    |
| 2012 | Screen Actors Guild Award                  | Outstanding Performance by a Male Actor in a Comedy Series | Modern Family | Nomineret |
| 2012 | TV Guide Award                             | Favorite Actor | Modern Family | Nomineret |
| 2012 | Teen Choice Award                          | Choice TV Actor: Comedy | Modern Family | Nomineret |
| 2013 | Primetime Emmy Award                       | Outstanding Supporting Actor in a Comedy Series | Modern Family | Nomineret |
| 2013 | Online Film and Television Award           | Best Supporting Actor in a Comedy Series | Modern Family | Vundet    |
| 2013 | Golden Nymph Award                         | Outstanding Actor – Comedy Series | Modern Family | Vundet    |
| 2013 | Screen Actors Guild Award                  | Outstanding Performance by an Ensemble in a Comedy Series (delt med Ed O'Neill, Sofía Vergara, Julie Bowen, Jesse Tyler Ferguson, Eric Stonestreet, Sarah Hyland, Rico Rodriguez, Ariel Winter, Aubrey Anderson-Emmons og Nolan Gould)   | Modern Family | Vundet    |
| 2013 | Screen Actors Guild Award                  | Outstanding Performance by a Male Actor in a Comedy Series | Modern Family | Nomineret |
| 2013 | TV Guide Award                             | Favorite Actor | Modern Family | Nomineret |
| 2013 | People's Choice Award                      | Favorite Comedic TV Actor | Modern Family | Nomineret |
| 2014 | Primetime Emmy Award                       | Outstanding Supporting Actor in a Comedy Series | Modern Family | Vundet    |
| 2014 | American Comedy Award                      | Best Comedy Supporting Actor – TV | Modern Family | Nomineret |
| 2014 | Online Film & Television Association Award | Best Supporting Actor in a Comedy Series | Modern Family | Nomineret |
| 2014 | Screen Actors Guild Award                  | Outstanding Performance by an Ensemble in a Comedy Series (delt med Ed O'Neill, Sofía Vergara, Julie Bowen, Jesse Tyler Ferguson, Eric Stonestreet, Sarah Hyland, Rico Rodriguez, Ariel Winter, Aubrey Anderson-Emmons og Nolan Gould)   | Modern Family | Vundet    |
| 2014 | Screen Actors Guild Award                  | Outstanding Performance by a Male Actor in a Comedy Series | Modern Family | Vundet    |
| 2014 | TV Guide Award                             | Favorite Actor | Modern Family | Nomineret |
| 2015 | Screen Actors Guild Award                  | Outstanding Performance by an Ensemble in a Comedy Series (delt med Ed O'Neill, Sofía Vergara, Julie Bowen, Jesse Tyler Ferguson, Eric Stonestreet, Sarah Hyland, Rico Rodriguez, Ariel Winter, Aubrey Anderson-Emmons og Nolan Gould)   | Modern Family | Nomineret |
| 2015 | Screen Actors Guild Award                  | Outstanding Performance by a Male Actor in a Comedy Series | Modern Family | Nomineret |
| 2015 | People's Choice Award                      | Favorite Comedic TV Actor | Modern Family | Nomineret |
| 2015 | Primetime Emmy Award                       | Outstanding Supporting Actor in a Comedy Series | Modern Family | Nomineret |
| 2017 | Primetime Emmy Award                       | Outstanding Actor in a Short Form Comedy or Drama Series | Boondoggle    | Nomineret |

## Eksterne links
- Wikimedia Commons har flere filer relateret til Ty Burrell
- Ty Burrell på Internet Movie Database (engelsk)
- Skabelon:Amg name
- Ty Burrell at Emmys.com Arkiveret 21. april 2013 hos  Wayback Machine

- Ty Burrell på Internet Movie Database (engelsk)
- Ty Burrell på Filmdatabasen
- Ty Burrell på Scope
- Ty Burrell på Svensk Filmdatabas (svensk)
- Ty Burrell på AlloCiné (fransk)
- Ty Burrell på AllMovie (engelsk)
- Ty Burrell på Turner Classic Movies (engelsk)
- Ty Burrell på Rotten Tomatoes (engelsk)
- Ty Burrell på The Movie Database (engelsk)
- Ty Burrell på Internet Broadway Database (engelsk)